# Playa del Mojón (Pilar de la Horadada)
La playa de El Mojón es una playa de arena del municipio de Pilar de la Horadada en la provincia de Alicante (España). Se trata de la playa situada más al sur de toda la Comunidad Valenciana.
Esta playa limita al sur con la playa homónima situada en el término de San Pedro del Pinatar (Región de Murcia) y al norte con la Playa de las Higuericas.
Se sitúa en un entorno urbano, el cual ha invadido parcialmente el espacio de playa. Dispone de acceso por calle. Cuenta con paseo marítimo. Es una playa muy frecuentada por pescadores, debido a la existencia de los Esculls del Mojón que hacen que los peces queden atrapados entre las rocas, lo que facilita su pesca.